# Lick It
Singles de 20 Fingers
Short Dick Man
(1994) Mr. Personality
(1995)
Lick It est le deuxième single de 20 Fingers. Sorti en 1995, il a atteint notamment la cinquième place du hit-parade français